# La Bazoque (Calvados)
La Bazoque település Franciaországban, Calvados megyében. Lakosainak száma 195 fő (2022. január 1.). La Bazoque Cormolain, Litteau, Montfiquet, Planquery, Bérigny, Saint-Germain-d’Elle és Balleroy-sur-Drôme községekkel határos.

## Népesség
A település népességének változása:
| Lakosok száma | 193  | 157  | 143  | 177  | 171  | 185  | 183  | 181  | 185  | 195  |
|               | 1968 | 1982 | 1990 | 2006 | 2013 | 2015 | 2017 | 2019 | 2020 | 2022 |